# Lafrimbolle
Lafrimbolle település Franciaországban, Moselle megyében. Lakosainak száma 207 fő (2022. január 1.). Lafrimbolle Bertrambois, Métairies-Saint-Quirin, Niderhoff és Turquestein-Blancrupt községekkel határos.

## Népesség
A település népességének változása:
| Lakosok száma | 176  | 147  | 184  | 218  | 206  | 207  | 202  | 198  | 198  | 207  |
|               | 1968 | 1982 | 1990 | 2006 | 2013 | 2015 | 2017 | 2019 | 2020 | 2022 |